# فهرست لشکرکشی‌های جنگ اقیانوس آرام

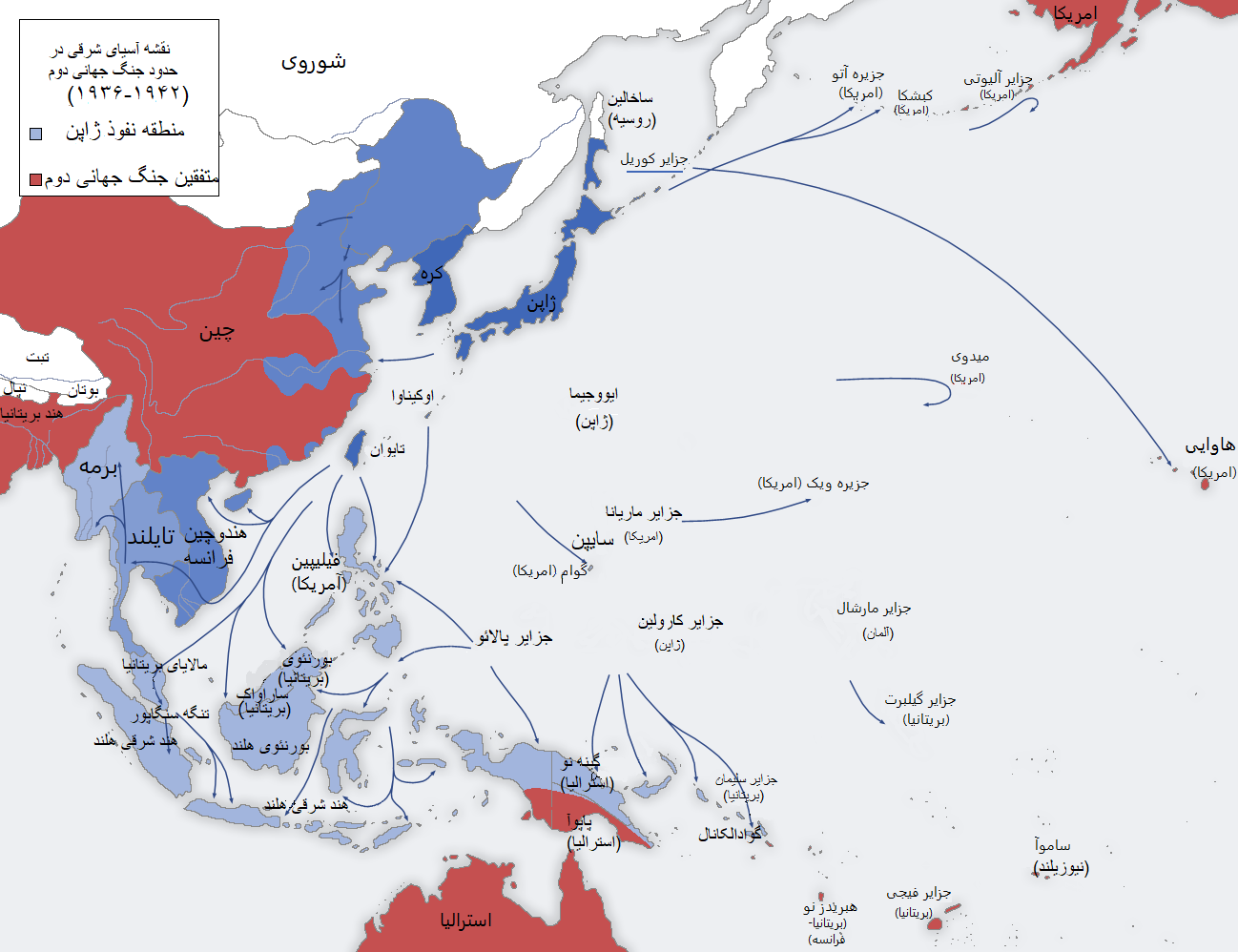
نقشه جنگ اقیانوس آرام از سال ۱۹۳۷ تا ۱۹۴۲ میلادی

فهرست لشکرکشی‌های جنگ اقیانوس آرام

## جنگ دوم چین و ژاپن
(پرچم‌ها نشاندهندهٔ کشور یا کشورهای برندهٔ نبرد هستند)
قبل از ۱۹۴۲ و ورود به جنگ اقیانوس آرام:
- ۱۹۳۷-۰۷-۰۷ – ۱۹۳۷-۰۷-۰۹ حادثه پل مارکو پولو
- ۱۹۳۷-۰۸-۱۳ – ۱۹۳۷-۱۱-۲۶ نبرد شانگهای
- ۱۹۳۷-۰۹-۰۱ – ۱۹۳۷-۱۱-۰۹ نبرد تائی‌یوان
- ۱۹۳۷-۱۲-۰۹ – ۱۹۳۸-۰۱-۳۱ نبرد نانجینگ
- ۱۹۳۸-۰۳-۲۴ – ۱۹۳۸-۰۵-۰۱ نبرد شوژو
- ۱۹۳۸-۰۶-۱۱ – ۱۹۳۸-۱۰-۲۷ نبرد ووهان
- ۱۹۳۹-۰۳-۱۷ – ۱۹۳۹-۰۵-۰۹ نبرد نانچانگ
- ۱۹۳۹-۰۴-۲۰ – ۱۹۳۹-۰۵-۲۴ نبرد سوئیزائو
- ۱۹۳۹-۰۹-۱۳ – ۱۹۳۹-۱۰-۰۸ نبرد چانگشا (۱۹۳۹)
- ۱۹۳۹-۱۱-۱۵ – ۱۹۴۰-۱۱-۳۰ نبرد جنوب گوانگشی
- ۱۹۴۰-۰۵-۰۱ – ۱۹۴۰-۰۶-۱۸ نبرد زائویانگ-ایچانگ
- ۱۹۴۰-۰۸-۲۰ – ۱۹۴۰-۱۲-۰۵ صد هنگ متجاوز
- ۱۹۴۱-۰۱-۳۰ – ۱۹۴۱-۰۳-۰۱ نبرد جنوب هنان
- ۱۹۴۱-۰۳-۱۴ – ۱۹۴۱-۰۴-۰۹ نبرد شانگو
- ۱۹۴۱-۰۵-۰۷ – ۱۹۴۱-۰۵-۲۷ نبرد جنوب شانشی
- ۱۹۴۱-۰۹-۰۶ – ۱۹۴۱-۱۰-۰۸ نبرد چانگشا (۱۹۴۱)

پس از شروع جنگ اقیانوس آرام (پس از حمله به پرل هاربر):
- ۱۹۴۱-۱۲-۲۴ – ۱۹۴۲-۰۱-۱۵ نبرد چانگشا (۱۹۴۲)
- ۱۹۴۲-۰۵-۱۴ – ۱۹۴۲-۰۹-۰۷ لشکرکشی چجیانگ-جیانگشی
- ۱۹۴۳-۰۵-۱۲ – ۱۹۴۳-۰۶-۰۳ نبرد غرب هوبئی
- ۱۹۴۳-۱۱-۰۲ – ۱۹۴۳-۱۲-۲۰ نبرد چانگدی
- ۱۹۴۴-۰۴-۱۷ – ۱۹۴۴-۱۲-۱۰ عملیات ایچی-گو
- ۱۹۴۵-۰۴-۰۹ – ۱۹۴۵-۰۶-۰۷ نبرد غرب هونان
- ۱۹۴۵-۰۴-۱۸ — ۱۹۴۵-۰۸-۰۴ دومین لشکرکشی گوانگشی

 حمله ژاپن به هندوچین فرانسه 
(هندوچین فرانسه، ویتنام،  لائوس و کامبوج و بخشی از چین کنونی را شامل می‌شود. این مناطق در زمان جنگ تحت استعمار فرانسه ویشی بودند)
- ۱۹۴۰-۰۹-۲۲ – ۱۹۴۰-۰۹-۲۵ نبرد لانگ‌سون
- ۱۹۴۰-۰۹-۲۴ – ۱۹۴۰-۰۹-۲۶ بمباران‌های فونگ

 جنگ فرانسه-تایلند
- اکتبر ۱۹۴۰ – ۹ مه ۱۹۴۱

 جنگ‌های مرزی شوروی و ژاپن
- ۱۹۳۸-۰۷-۲۹ – ۱۹۳۸-۰۸-۱۱ نبرد دریاچه خاسان
- ۱۹۳۹-۰۵-۱۱ – ۱۹۳۹-۰۹-۱۶ نبرد خالخین گل

## فتح جنوب شرقی آسیا و اقیانوس آرام توسط ژاپن
- ۱۹۴۱-۱۲-۰۷ (۱۲–۰۸ زمان استاندارد ژاپن) حمله به پرل هاربر
- ۱۹۴۱-۱۲-۰۸ تهاجم نظامی ژاپن به تایلند
- ۱۹۴۱-۱۲-۰۸ نبرد گوام
- ۱۹۴۱-۱۲-۰۷/۱۹۴۱-۱۲-۰۸ اعلام جنگ ایالات متحده آمریکا و انگلستان به ژاپن؛
- ۱۹۴۱-۱۲-۰۸ – ۱۹۴۱-۱۲-۲۵ نبرد هنگ کنگ
- ۱۹۴۱-۱۲-۰۸ – ۱۹۴۲-۰۱-۳۱ نبرد مالایا
- ۱۹۴۱-۱۲-۱۰ غرق رزم‌ناوهای پرنس ولز و رپولس
- ۱۹۴۱-۱۲-۱۱ – ۱۹۴۱-۱۲-۲۴ نبرد جزیره ویک
- ۱۹۴۱-۱۲-۱۶ – ۱۹۴۲-۰۴-۰۱ نبرد بورنئو (۴۲-۱۹۴۱)
- ۱۹۴۱-۱۲-۲۲ – ۱۹۴۲-۰۵-۰۶ نبرد فیلیپین (۴۲–۱۹۴۱)
- ۱۹۴۲-۰۱-۰۱ – ۱۹۴۵-۱۰-۲۵ حمل اسیر از طریق کشتی جهنمی
- ۱۹۴۲-۰۱-۱۱ – ۱۹۴۲-۰۱-۱۲ نبرد تاراکان (۱۹۴۲)[۱]
- ۱۹۴۲-۰۱-۲۳ نبرد رابائول (۱۹۴۲)
- ۱۹۴۲-۰۱-۲۴ نبرد بالیک‌پاپان (۱۹۴۲)[۲]
- ۱۹۴۲-۰۱-۲۵ تایلند به متفقین اعلام جنگ می‌کند
- ۱۹۴۲-۰۱-۳۰ – ۱۹۴۲-۰۲-۰۳ نبرد آمبون[۳]
- ۱۹۴۲-۰۱-۳۰ – ۱۹۴۲-۰۲-۱۵ نبرد سنگاپور
- ۱۹۴۲-۰۲-۰۴ نبرد تنگه ماکاسار
- ۱۹۴۲-۰۲-۱۴ – ۱۹۴۲-۰۲-۱۵ نبرد پالم‌بانگ[۴]
- ۱۹۴۲-۰۲-۱۹ بمباران داروین، استرالیا
- ۱۹۴۲-۰۲-۱۹ – ۱۹۴۲-۰۲-۲۰ نبرد تنگه بادونگ[۵]
- ۱۹۴۲-۰۲-۱۹ – ۱۹۴۳-۰۲-۱۰ نبرد تیمور[۶][۷]
- ۱۹۴۲-۰۲-۲۷ – ۱۹۴۲-۰۳-۰۱ نبرد دریای جاوه[۸]
- ۱۹۴۲-۰۳-۰۱ نبرد تنگه سوندا[۹]
- ۱۹۴۲-۰۳-۰۱ – ۱۹۴۲-۰۳-۰۹ نبرد جاوه (۱۹۴۲)[۱۰]
- ۱۹۴۲-۰۳-۳۱ نبرد جزیره کریسمس[۱۱]
- ۱۹۴۲-۰۳-۳۱ – ۱۹۴۲-۰۴-۱۰ یورش به اقیانوس هند
- ۱۹۴۲-۰۴-۰۹ آغاز راه‌پیمایی مرگ باتاآن
- ۱۹۴۲-۰۴-۱۸ حمله دولیتل
- ۱۹۴۲-۰۵-۰۳ حمله تولاگی (مه ۱۹۴۲)
- ۱۹۴۲-۰۵-۰۴ – ۱۹۴۲-۰۵-۰۸ نبرد دریای مرجان
- ۱۹۴۲-۰۵-۳۱ – ۱۹۴۲-۰۶-۰۸ حمله به بندر سیدنی، استرالیا
- ۱۹۴۲-۰۶-۰۴ – ۱۹۴۲-۰۶-۰۶ نبرد میدوی

## حملات متفقین
جبهه جنوب شرقی آسیای جنگ جهانی دوم: ۱۹۴۱-۱۲-۰۸ – ۱۹۴۵-۰۸-۱۵
- [۱۲]  نبرد برمه: ۱۹۴۱-۱۲-۱۶ – ۱۹۴۵-۰۸-۱۵
- اکتبر ۱۹۴۳ – مارس ۱۹۴۵ نبرد شمال میانمار و غرب یون‌نان
- ۱۹۴۵-۰۵-۱۵ – ۱۹۴۵-۰۵-۱۶ نبرد تنگه ملاکا

لشکرکشی گینه نو
- ۱۹۴۲-۰۱-۲۳ – نبرد رابائول (۱۹۴۲)
- ۱۹۴۲-۰۳-۰۷ – عملیات مو (حمله ژاپنی‌ها به سرزمین اصلی گینه نو)
- ۱۹۴۲-۰۵-۰۴ – ۱۹۴۲-۰۵-۰۸ نبرد دریای مرجان
- ۱۹۴۲-۰۷-۰۱ – ۱۹۴۳-۰۱-۳۱ لشکرکشی مسیر کوکودا
- ۱۹۴۲-۰۸-۲۵ – ۱۹۴۲-۰۹-۰۵ نبرد خلیج میلنه
- ۱۹۴۲-۱۱-۱۹ – ۱۹۴۳-۰۱-۲۳ نبرد بونا-گونا
- ۱۹۴۳-۰۱-۲۸ – ۱۹۴۳-۰۱-۳۰ نبرد وآو
- ۱۹۴۳-۰۳-۰۲ – ۱۹۴۳-۰۳-۰۴ نبرد دریای بیسمارک
- ۱۹۴۳-۰۶-۲۹ – ۱۹۴۳-۰۹-۱۶ نبرد سالامائوآ-لائه
- ۱۹۴۳-۰۶-۳۰ – ۱۹۴۴-۰۳-۲۵ عملیات چرخ‌دستی
- ۱۹۴۳-۰۹-۱۹ – ۱۹۴۴-۰۴-۲۴ لشکرکشی، مارکم، رامو و فینیستر
- ۱۹۴۳-۰۹-۲۲ – ۱۹۴۴-۰۱-۱۵ لشکرکشی پنیسولا هوئون
- 1943-11-01 – 1943-11-11 بمباران رابائول (نوامبر ۱۹۴۳)
- ۱۹۴۳-۱۲-۱۵ – ۱۹۴۵-۰۸-۱۵ لشکرکشی بریتانیای نو
- ۱۹۴۴-۰۲-۲۹ – ۱۹۴۴-۰۳-۲۵ لشکرکشی جزایر آدمیرالتی
- ۱۹۴۴-۰۴-۲۲ – ۱۹۴۵-۰۸-۱۵ لشکرکشی غرب گینه نو

نبرد ماداگاسکار
- ۱۹۴۲-۰۵-۰۵ – ۱۹۴۲-۱۱-۰۶ نبرد ماداگاسکار

لشکرکشی جزایر آلیوتی
- ۱۹۴۲-۰۶-۰۶ – ۱۹۴۳-۰۸-۱۵ لشکرکشی جزایر آلیوتی
- ۱۹۴۲-۰۶-۰۷ – ۱۹۴۳-۰۸-۱۵ نبرد کیشکا
- ۱۹۴۳-۰۳-۲۶ – نبرد جزایر کماندورسکی

لشکرکشی گوادال‌کانال
- ۱۹۴۲-۰۸-۰۷ – ۱۹۴۳-۰۲-۰۹ لشکرکشی گوادال‌کانال
- ۱۹۴۲-۰۸-۰۹ نبرد جزیره ساوو
- ۱۹۴۲-۰۸-۲۴ – ۱۹۴۲-۰۸-۲۵ نبرد جزایر سلیمان شرقی
- ۱۹۴۲-۱۰-۱۱ – ۱۹۴۲-۱۰-۱۲ نبرد کیپ اسپرانس
- ۱۹۴۲-۱۰-۲۵ – ۱۹۴۲-۱۰-۲۷ نبرد جزایر سانتا کروز
- ۱۹۴۲-۱۱-۱۳ – ۱۹۴۲-۱۱-۱۵ نبرد دریایی گوادالکانال
- ۱۹۴۲-۱۱-۳۰ نبرد تاسافارونگا

لشکرکشی جزایر سلیمان
- ۱۹۴۳-۰۱-۲۹ – ۱۹۴۳-۰۱-۳۰ نبرد جزیره رنل
- ۱۹۴۳-۰۳-۰۶ نبرد تنگه بلکت
- ۱۹۴۳-۰۶-۱۰ – ۱۹۴۳-۰۸-۲۵ نبرد جورجیای نو
- ۱۹۴۳-۰۷-۰۶ نبرد خلیج کولا
- ۱۹۴۳-۰۷-۱۲ – ۱۹۴۳-۰۷-۱۳ نبرد کلومبانگارا
- ۱۹۴۳-۰۸-۰۶ – ۱۹۴۳-۰۸-۰۷ نبرد خلیج ولا
- ۱۹۴۳-۰۸-۱۷ – ۱۹۴۳-۰۸-۱۸ نبرد هورانیو
- ۱۹۴۳-۰۸-۱۵ – ۱۹۴۳-۱۰-۰۹ نبرد ولا لاوا (زمینی)
- ۱۹۴۳-۱۰-۰۶ نبرد ولا لاولا (دریایی)
- ۱۹۴۳-۱۱-۰۱ – ۱۹۴۵-۰۸-۲۱ کارزار بوگنویل
- ۱۹۴۳-۱۱-۰۱ – ۱۹۴۳-۱۱-۰۲ نبرد خلیج شهبانو آوگوستا
- ۱۹۴۳-۱۱-۲۶ نبرد دماغه سنت‌جورج

لشکرکشی جزایر گیلبرت و مارشال
- ۱۹۴۳-۱۱-۲۰ – ۱۹۴۳-۱۱-۲۳ نبرد تاراوا
- ۱۹۴۳-۱۱-۲۰ – ۱۹۴۳-۱۱-۲۴ نبرد ماکین
- ۱۹۴۴-۰۱-۳۱ – ۱۹۴۴-۰۲-۰۷ نبرد کواجالین
- ۱۹۴۴-۰۲-۱۶ – ۱۹۴۴-۰۲-۱۷ عملیات هیلستن
- ۱۹۴۴-۰۲-۱۶ – ۱۹۴۴-۰۲-۲۳ نبرد انی‌وتک

بمباران جنوب شرقی آسیا (۴۵–۱۹۴۴)
- عملیات کاکپیت ۱۹۴۴-۰۴-۱۹
- عملیات ترنسم ۱۹۴۴-۰۵-۱۷
- بمباران بانکوک ۱۹۴۴-۰۵-۲۰
- عملیات ماترهورن ۱۹۴۴-۰۶-۰۵ – مه ۱۹۴۵
- عملیات مریدین ۱۹۴۵-۰۱-۲۴ – ۱۹۴۵-۰۱-۲۹

لشکرکشی جزایر پالائو و ماریانا
- ۱۹۴۴-۰۶-۱۵ – ۱۹۴۴-۰۷-۰۹ نبرد سایپن
- ۱۹۴۴-۰۶-۱۹ – ۱۹۴۴-۰۶-۲۰ نبرد دریای فیلیپین
- ۱۹۴۴-۰۷-۲۱ – ۱۹۴۴-۰۸-۱۰ نبرد گوام (۱۹۴۴)[۱۳]
- ۱۹۴۴-۰۷-۲۴ – ۱۹۴۴-۰۸-۰۱ نبرد تینیان[۱۳]
- ۱۹۴۴-۰۹-۱۵ – ۱۹۴۴-۱۱-۲۵ نبرد پللیو[۱۴]
- ۱۹۴۴-۰۹-۱۷ – ۱۹۴۴-۰۹-۳۰ نبرد آنگائور[۱۴]

لشکرکشی فیلیپین (۴۵–۱۹۴۲)
- ۱۹۴۴-۱۰-۲۰ – ۱۹۴۴-۱۲-۱۰ نبرد لیته
- ۱۹۴۴-۱۰-۲۴ – ۱۹۴۴-۱۰-۲۵ نبرد خلیج لیته
- ۱۹۴۴-۱۱-۱۱ – ۱۹۴۴-۱۲-۲۱ نبرد خلیج اورموک
- ۱۹۴۴-۱۲-۱۵ – ۱۹۴۵-۰۷-۰۴ نبرد لوزون
- 1945-01-09 تهاجم نظامی به خلیج لینگاین
- ۱۹۴۵-۰۱-۳۱ – ۱۹۴۵-۰۲-۰۸ نبرد باتاآن (۱۹۴۵)
- ۱۹۴۵-۰۲-۰۳ – ۱۹۴۵-۰۳-۰۳ نبرد مانیل (۱۹۴۵)
- ۱۹۴۵-۰۳-۱۸ – ۱۹۴۵-۰۷-۳۰ نبرد ویسایا
- ۱۹۴۵-۰۳-۱۰ – ۱۹۴۵-۰۸-۱۵ نبرد میندانائو

لشکرکشی جزایر کازان و ریوکیو
- ۱۹۴۵-۰۲-۱۶ – ۱۹۴۵-۰۳-۲۶ نبرد ایووجیما
- ۱۹۴۵-۰۴-۰۱ – ۱۹۴۵-۰۶-۲۱ نبرد اوکیناوا
- ۱۹۴۵-۰۴-۰۷ عملیات تن‌گو

لشکرکشی بورنئو (۱۹۴۵)
- ۱۹۴۵-۰۵-۰۱ – ۱۹۴۵-۰۵-۲۵ نبرد تاراکان (۱۹۴۵)
- ۱۹۴۵-۰۶-۱۰ – ۱۹۴۵-۰۶-۱۵ نبرد شمال بورنئو
- ۱۹۴۵-۰۶-۱۰ – ۱۹۴۵-۰۶-۲۲ نبرد لابوآن
- ۱۹۴۵-۰۶-۱۷ – ۱۹۴۵-۰۸-۱۵ نبرد شمال بورنئو
- 1945-07-07 – 1945-07-21 نبرد بالیک‌پاپان (۱۹۴۵)

لشکرکشی ژاپن
- 1945-07-22 نبرد خلیج توکیو
- ۱۹۴۵-۰۸-۰۶ – ۱۹۴۵-۰۸-۰۹ بمباران اتمی هیروشیما و ناگاساکی

تهاجم نظامی شوروی به منچوری
- ۱۹۴۵-۰۸-۰۸ – ۱۹۴۵-۰۹-۰۲ تهاجم نظامی شوروی به منچوری